# JA廣島醫院前站
JA廣島醫院前站（日语：／ JA Hiroshimabyoin-mae eki */?）是位於廣島縣廿日市市地御前一丁目3番13號，廣島電鐵的宮島線車站。車站編號為M35。
尤如其名，此站最接近JA廣島綜合醫院（廣島縣厚生農業協同組合連合會廣島綜合醫院）。在全日本各地都有JA（農業協同組合）的相關設施，但是此站是全日本唯一冠上JA的車站。

## 歷史
在1998年（平成10年）9月，宮島線宮內站至地御前站之間開設此站。此站是由廣島縣厚生農業協同組合連合會（JA廣島厚生連）請求而開設的車站（請願站）。車站約1億2千萬日圓的建設費由JA廣島厚生連負擔。實際上，JA廣島厚生連的醫院使用者在車站啟用13年前已經向廣島電鐵請願要求設立車站。車站是在廣島綜合醫院新大樓落成前（11月）已經啟用。
- 1998年（平成10年）
  - 3月31日 - 廣島電鐵發表建設新站[7]。
  - 9月1日 - 車站啟用[3]。
- 1999年（平成11年）8月17日 - 在早上繁忙時間中，開設於此站折返的電車[8]。

## 車站構造
車站是一座地面車站，設有2面2線的相對式月台。從路線起點望向此站的左邊為廣電宮島口站方向的下行月台，右邊為廣電西廣島站方向的上行月台。兩月台之間設有平交道連接。由於於線內曾經設有高地台和低地台的鐵道車輛行走，因此在宮島線車站中會設有高地台月台和低地台月台。可是此站在啟用時，已經沒有高地台鐵路車輛行走宮島線，因此此站只有低地台月台。
由於車站鄰接醫院，考慮到會有輪椅人士使用車站，車站和醫院入口之間設有沒有樓梯的上蓋通道。此站的無障礙環境，成為了廣島電鐵其他車站進行無障礙工程時的典範。
在靠近宮內站一方的路軌設有上下行渡線與轉轍器。於早上繁忙時間，此站設有折返列車返回廣電西廣島方向。該折返列車會使用下行月台。
| 月台 | 路線   | 上下行 | 方向                     |
| ---- | ------ | ------ | ------------------------ |
| 西邊 | 宮島線 | 上行   | 五日市、西廣島、廣島方向 |
| 東邊 | 宮島線 | 下行   | 宮島口方向               |

## 利用狀況
根據《廿日市市統計書》，在2018年度1日平均上落車人次（把使用人次總數除以當日的日數）為1,549人。
以下為此站近年上落車人次列表：
| 1日平均上落車人次變化 | 1日平均上落車人次變化 | 1日平均上落車人次變化 |
| 年度                  | 上落車人次            | 參考資料              |
| --------------------- | --------------------- | --------------------- |
| 1998年度              | 2,552                 | [ 使用人次 2 ]        |
| 1999年度              | 2,699                 | [ 使用人次 2 ]        |
| 2000年度              | 3,403                 | [ 使用人次 2 ]        |
| 2001年度              | 2,300                 | [ 使用人次 2 ]        |
| 2002年度              | 2,301                 | [ 使用人次 2 ]        |
| 2003年度              | 2,316                 | [ 使用人次 2 ]        |
| 2004年度              | 2,198                 | [ 使用人次 2 ]        |
| 2005年度              | 2,211                 | [ 使用人次 3 ]        |
| 2006年度              | 2,269                 | [ 使用人次 4 ]        |
| 2007年度              | 2,300                 | [ 使用人次 5 ]        |
| 2008年度              | 2,279                 | [ 使用人次 6 ]        |
| 2009年度              | 2,007                 | [ 使用人次 7 ]        |
| 2010年度              | 1,879                 | [ 使用人次 8 ]        |
| 2011年度              | 1,946                 | [ 使用人次 9 ]        |
| 2012年度              | 1,992                 | [ 使用人次 10 ]       |
| 2013年度              | 1,985                 | [ 使用人次 11 ]       |
| 2014年度              | 1,815                 | [ 使用人次 12 ]       |
| 2015年度              | 1,742                 | [ 使用人次 13 ]       |
| 2016年度              | 1,711                 | [ 使用人次 14 ]       |
| 2017年度              | 1,674                 | [ 使用人次 15 ]       |
| 2018年度              | 1,549                 | [ 使用人次 1 ]        |

## 車站周邊
於車站東邊設有國道2號，沿國道上設有商店林立。車站西邊為住宅區。
此站距離廣島綜合醫院最接近。車站向南步行一段距離即可到達AEON廿日市店。
- 廣島銀行廿日市分店地御前出張所
- 洋服之青山（日语：青山商事） 廿日市地御前店
- 紳士服治山（日语：はるやま商事） 廿日市店
- Joyfull（日语：ジョイフル） 廿日市店
- 快活CLUB（日语：快活CLUB） 廿日市店
- 廿日市市立金剛寺小學

## 相鄰車站
廣島電鐵
■宮島線
宮內（M34）－JA廣島醫院前（M35）－地御前（M36）

## 注腳

### 利用狀況
1. 1 2  《廿日市市統計書》2020年版
2. 1 2 3 4 5 6 7  《廿日市市統計書》2006年版
3. ↑  《廿日市市統計書》2007年版
4. ↑  《廿日市市統計書》2008年版
5. ↑  《廿日市市統計書》2009年版
6. ↑  《廿日市市統計書》2010年版
7. ↑  《廿日市市統計書》2011年版
8. ↑  《廿日市市統計書》2012年版
9. ↑  《廿日市市統計書》2013年版
10. ↑  《廿日市市統計書》2014年版
11. ↑  《廿日市市統計書》2015年版
12. ↑  《廿日市市統計書》2016年版
13. ↑  《廿日市市統計書》2017年版
14. ↑  《廿日市市統計書》2018年版
15. ↑  《廿日市市統計書》2019年版

## 外部連結
- JA廣島醫院前前 | 電車情報：電停指南 （页面存档备份，存于）（日語） - 廣島電鐵
- JA廣島厚生連 廣島綜合醫院 （页面存档备份，存于）（日語）